# Гурзо, Сергей Сергеевич
Сергей Сергеевич Гурзо (2 ноября 1947, Москва — 2 ноября 2016, Евпатория, Крым) — советский и российский киноактёр, кинорежиссёр, сценарист, мастер дубляжа, бард.

## Биография
Родился 2 ноября 1947 года в семье актёров Сергея Сафоновича Гурзо и Надежды Васильевны Самсоновой. Сестра-близнец — актриса Наталья Гурзо.
Окончил актёрский факультет Всесоюзного государственного института кинематографии (мастерская Б. Бабочкина).
Дебютировал в эпизодической роли посетителя тира в детском фильме режиссёра Якова Базеляна «Алёшкина охота».
Снимался в фильмах. Среди прочих ролей: Генка («Мужской разговор»), Виктор Сомов («Человек на своём месте»), Васька Гаркуша («Долгий путь в лабиринте»).
В начале 1990-х основал студию «Сегурт», где самостоятельно снял несколько картин. Фильмы «Ка-ка-ду» и «Резиновая женщина» отличались характерной для того времени острой социальной направленностью.
Скончался в свой 69-й день рождения во время отдыха в Евпатории от остановки сердца.

## Фильмография

### Актёр
- 1965 — Одесские каникулы — Костя
- 1965 — Клятва Гиппократа — Марат Сергеев
- 1965 — Заговор послов — посетитель ресторана
- 1965 — Алёшкина охота — парень в тире
- 1967 — Они живут рядом — рабочий завода
- 1967 — И никто другой — Юра Казанков
- 1968 — Любить — Сергей
- 1968 — Мужской разговор — Генка
- 1969 — Влюблённые — Эдик
- 1970 — Украденный поезд — Панькин
- 1971 — Где вы, рыцари? — Ваня Самоха
- 1972 — А пароходы гудят и уходят… — Саня
- 1972 — Человек на своём месте — Виктор Сомов
- 1972 — Последние дни Помпеи — эпизод
- 1974 — Засекреченный город — пионервожатый
- 1975 — Маяковский смеётся, или Клоп-75
- 1975 — Канал — Епур
- 1976 — Обелиск — Каин
- 1978 — Голубка — Слава Солуянов
- 1981 — Долгий путь в лабиринте — Васька Гаркуша
- 1984 — Позывные «Вершина»
- 1990 — Убийство свидетеля

### Режиссёр
- 1991 — Резиновая женщина
- 1992 — Ка-ка-ду

### Сценарист
- 1991 — Резиновая женщина
- 1991 — Высший класс
- 1992 — Ка-ка-ду